# Bertmainius
Bertmainius is een geslacht van spinnen uit de familie Migidae.

## Soorten
- Bertmainius colonus Harvey, Main, Rix & Cooper, 2015
- Bertmainius monachus Harvey, Main, Rix & Cooper, 2015
- Bertmainius mysticus Harvey, Main, Rix & Cooper, 2015
- Bertmainius opimus Harvey, Main, Rix & Cooper, 2015
- Bertmainius pandus Harvey, Main, Rix & Cooper, 2015
- Bertmainius tingle (Main, 1991)
- Bertmainius tumidus Harvey, Main, Rix & Cooper, 2015